# Parada de La Isleta (TRAM Alicante)
La Isleta es una parada del TRAM Metropolitano de Alicante donde prestan servicio las líneas 1, 3, 4 y 5. Está situada en el barrio de Albufereta.

## Localización y características
Se encuentra ubicada junto a la plaza de la Isleta, siendo la más próxima a la zona de apartamentos del barrio, muy cerca de la playa de la Albufereta. Se puede acceder desde las avenidas Villajoyosa y Condomina o desde la calle Sol Naciente. En esta parada se detienen los tranvías de las líneas 1, 3, 4 y 5. Dispone de dos andenes y dos vías.

## Líneas y conexiones
| << Cabecera    | < Estación | Línea | Estación > | Cabecera >>        |
| -------------- | ---------- | ----- | ---------- | ------------------ |
| Luceros        | Sangueta   |       | Lucentum   | Benidorm           |
| Luceros        | Sangueta   |       | Albufereta | Campello           |
| Luceros        | Sangueta   |       | Albufereta | Plaza de La Coruña |
| Puerta del Mar | Sangueta   |       | Albufereta | Plaza de La Coruña |

Enlace con las líneas de bus urbano TAM (Masatusa): Línea 9, Av. Óscar Esplá-Playa de San Juan, y la línea 22, Av. Óscar Esplá-Cabo de la Huerta-Playa San Juan, y con las líneas de bus interurbano TAM (Alcoyana): Línea 21, Alicante-Playa San Juan-El Campello, y la línea 38, Playa San Juan-Hospital de Sant Joan-Universidad.

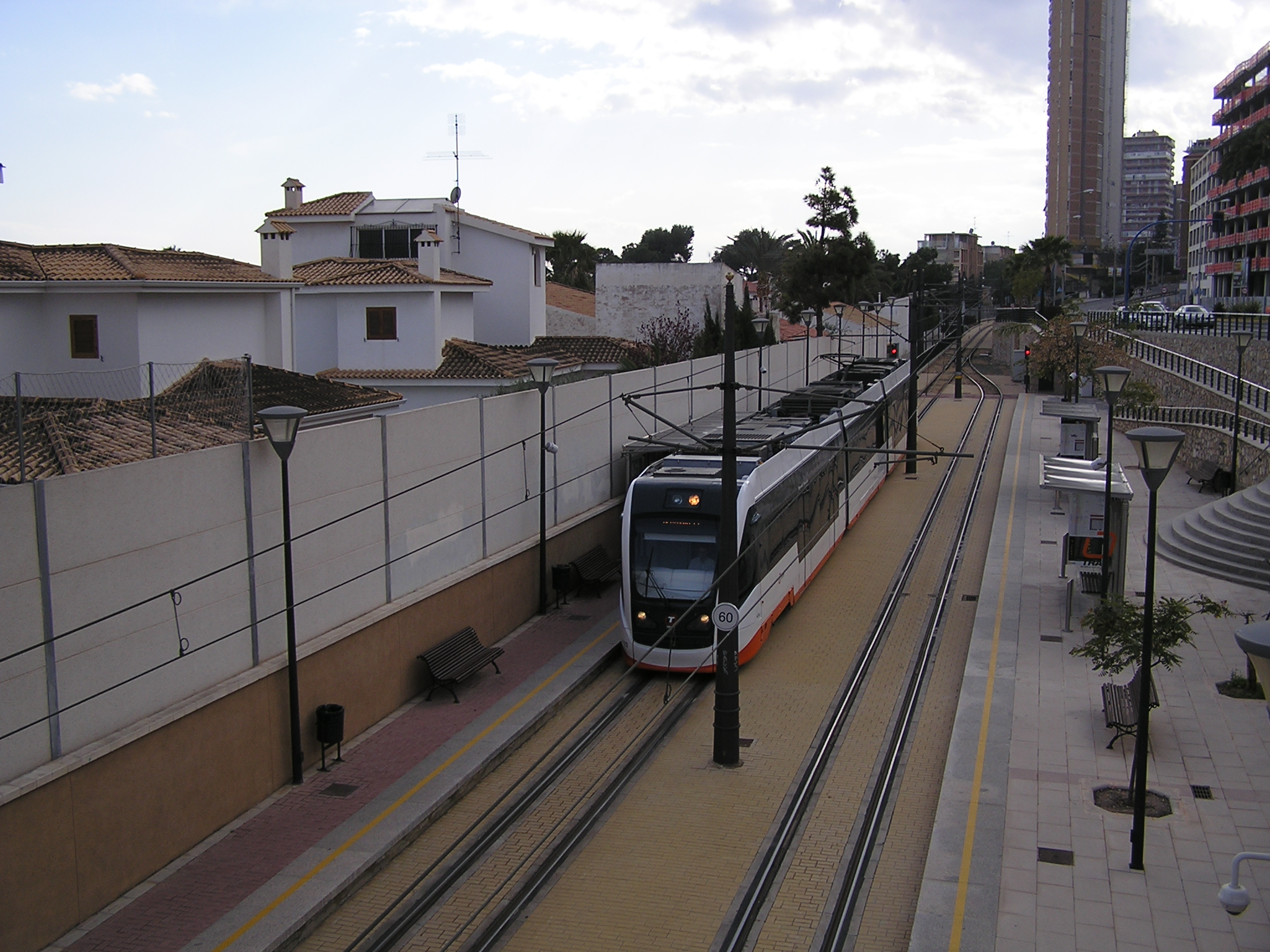
Vista de los andenes y las vías de La Isleta.

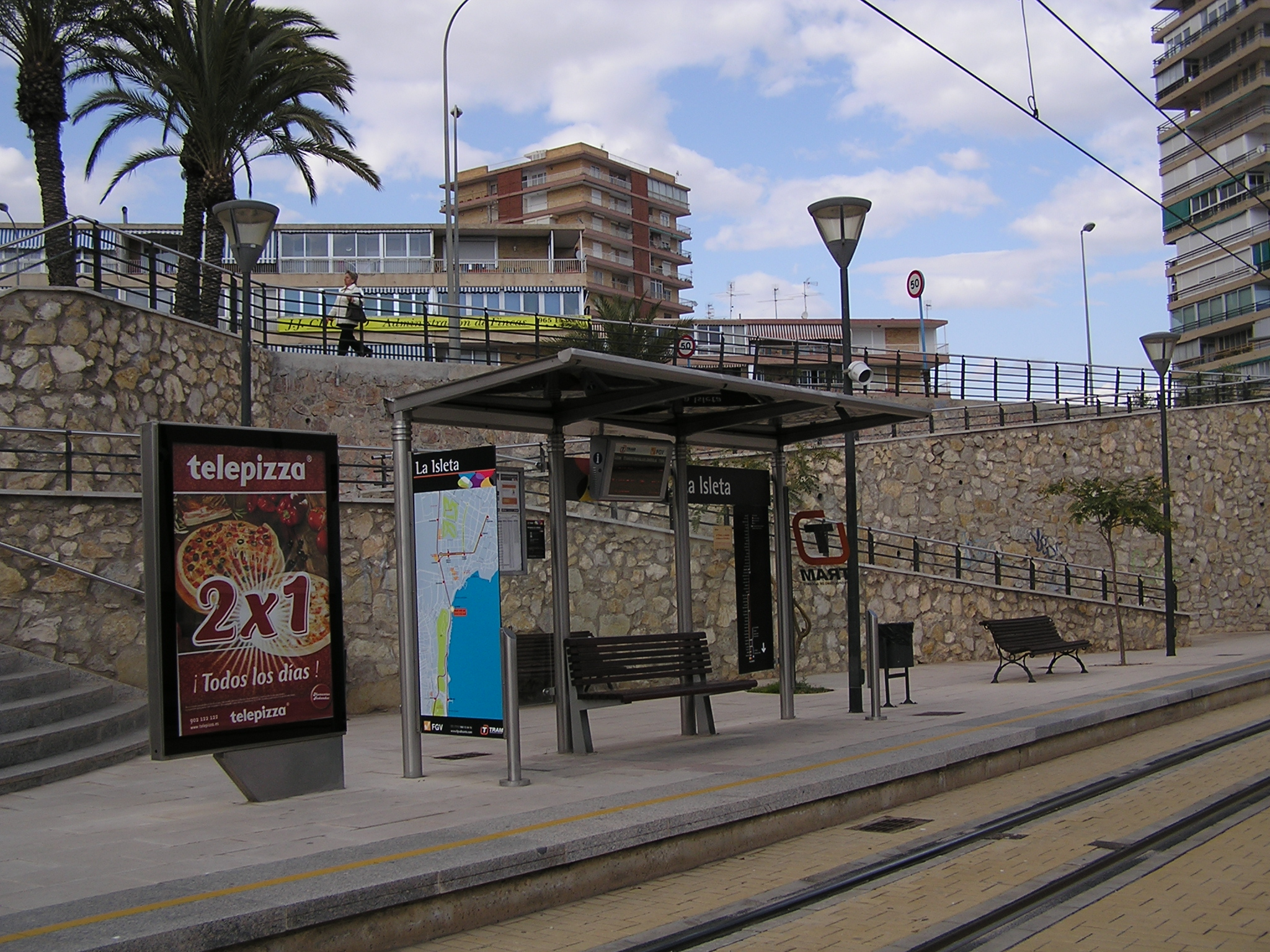
Parada de La Isleta, uno de los andenes con marquesina.